# Ренштайг

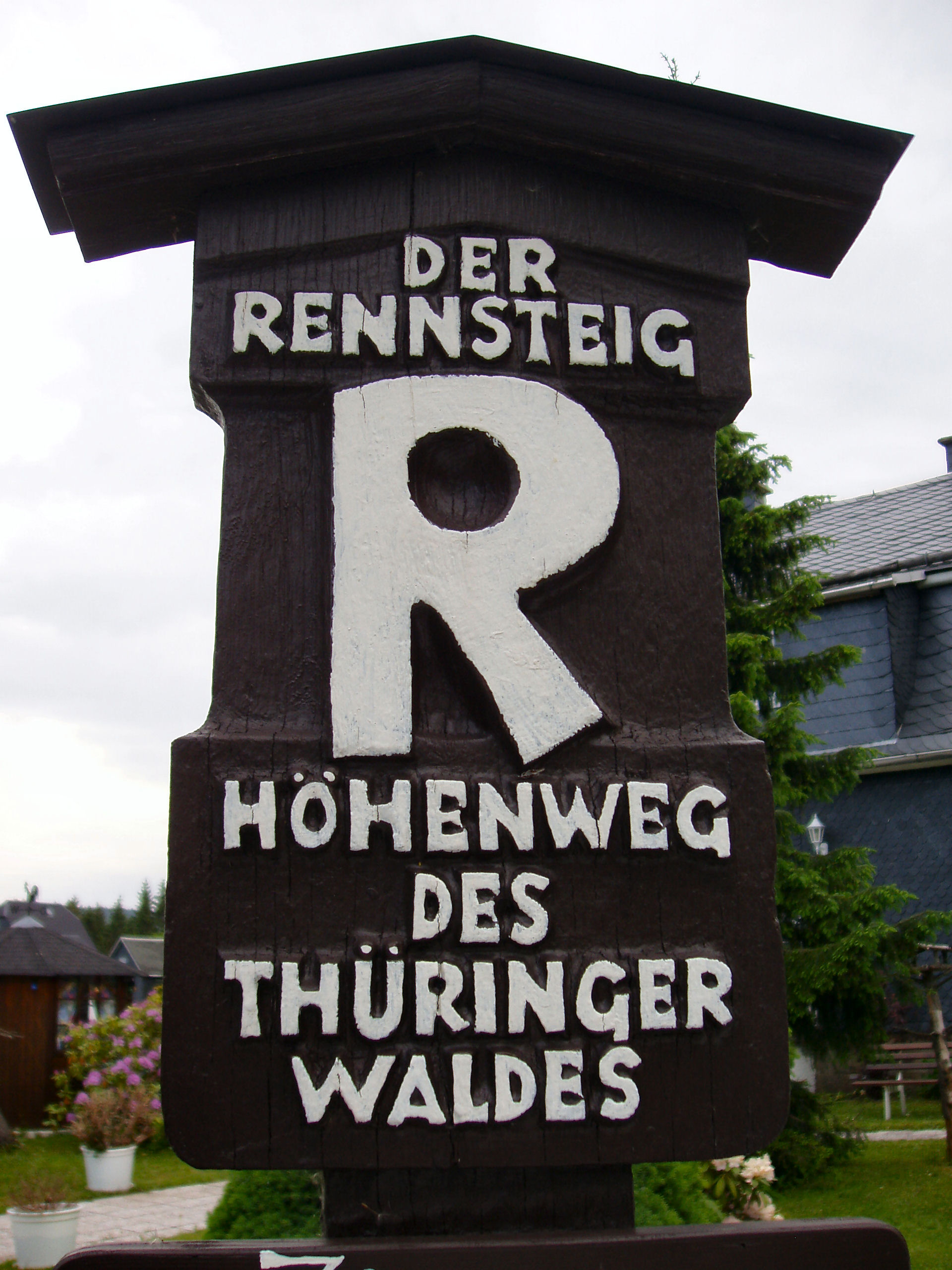
Маршрутний вказівник

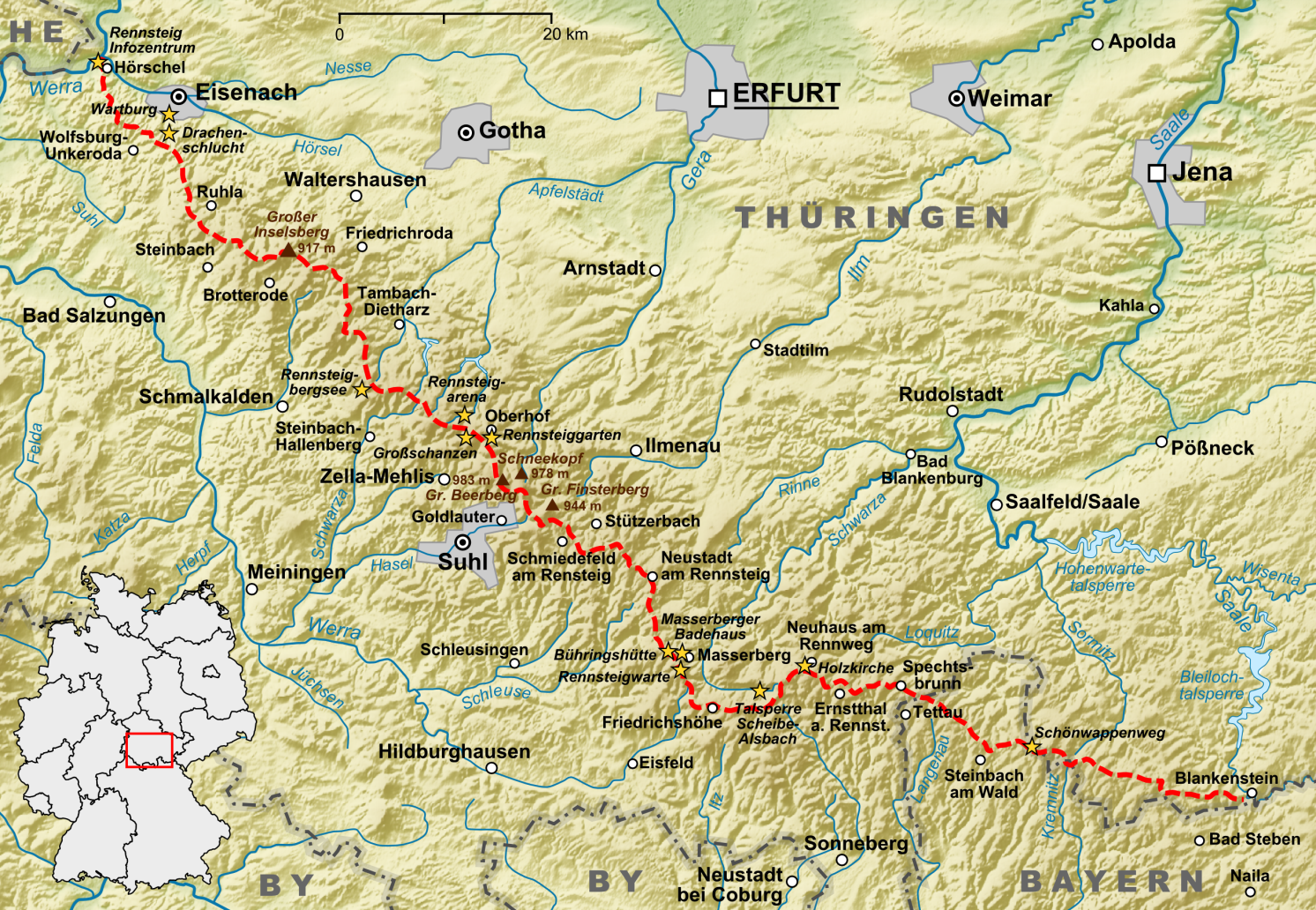
Локалізація на мапі

Ренштайг (нім. Rennsteig) — пішохідний маршрут завдовжки 170 км по хребту Тюринзького лісу, Тюринзьких сланцевих гір та Франконського лісу.
Він починається в кварталі Гершель міста Айзенах на березі річки Верра і закінчується в Бланкенштайні на мосту через річку Зельбітц.
Ренштайг - найстаріший і один із найпопулярніших пішохідних маршрутів Німеччини. Ним щорічно подорожує близько 100 000 осіб.
Ренштайгом проходить мовний кордон, який відокремлює східнофранкські діалекти від тюрингських.
Вододіл Ренштайг розділяє річкові системи Верра/Везер, Залі/Ельба та Майн/Рейн.

## Інтернет-ресурси
- Der Rennsteig des Thüringer Waldes – Ein historischer Überblick, in Der Rennsteig, auf rennsteigverein.de
- Rennsteig (Openstreetmap-Karte), auf waymarkedtrails.org
- Rennsteigportal.de
- Rennsteigtipp.de
- Rennsteig-Blog von Stefan Etzel
- Verlauf des Rennsteigs bei Openstreetmap